# Mimolaelida flavolineata
Mimolaelida flavolineata är en skalbaggsart som beskrevs av Stefan von Breuning 1947. Mimolaelida flavolineata ingår i släktet Mimolaelida och familjen långhorningar. Inga underarter finns listade i Catalogue of Life.